# NGC 5462
NGC 5462 – obszar H II i chmura gwiazd we wschodniej części galaktyki Messier 101 znajdującej się w gwiazdozbiorze Wielkiej Niedźwiedzicy. Odkrył go 14 kwietnia 1789 roku William Herschel.

Galaktyka Messier 101. Centralna część Messier 101. NGC 5462 to mały jasny obszar blisko lewej krawędzi zdjęcia (HST)